# Muhammad Mian Soomro
Muhammad Mian Soomro (urdu محمد میاں سومرو; ur. 19 sierpnia 1950 w Karaczi) – pakistański polityk, premier Pakistanu od 16 listopada 2007 do 25 marca 2008, przewodniczący Senatu w latach 2003–2007 oraz od marca 2008 do marca 2009, gubernator prowincji Sindh (2000–2002), od 18 sierpnia do 9 września 2008 pełnił obowiązki prezydenta Pakistanu.

## Edukacja
Muhammad Mian Soomro pochodzi ze znanej pakistańskiej rodziny z prowincji Sindh o długich tradycjach politycznych. Jego ojciec był wiceprzewodniczącym Zgromadzenia Pakistanu Zachodniego oraz zasiadał w pakistańskim Senacie.
Soomro jest absolwentem fizyki Uniwersytetu Punjabu oraz absolwentem zarządzania Northrop University w USA.

## Kariera zawodowa

### Bankowość
Soomro początkowo związał swoją pracę zawodową z bankowością. Zajmował różne stanowiska w licznych bankach i organizacjach międzynarodowych. Pracował w Bank of America. Był generalnym menedżerem w International Bank of Yemen. Oprócz tego pracował także w Faysal Islamic Bank of Bahrain, Muslim Commercial Bank, Narodowym Banku Pakistanu, Pakistańskim Banku Rozwoju Rolnictwa oraz Federal Bank of Cooperatives. Zasiadał również w radzie nadzorczej Shell Pakistan Ltd.

### Gubernator
25 maja 2000 Soomro został mianowany gubernatorem prowincji Sindh. W czasie swoich rządów podejmował kroki zmierzające do przyspieszenia tempa rozwoju ekonomicznego prowincji. Jego działania zdobyły uznanie w społeczności międzynarodowej i krajowej. Prowincja Sindh została pierwszą prowincją w Azji Południowej wspomaganą z funduszy restrukturyzacyjnych Banku Światowego.

### Senator
26 grudnia 2002 Soomro zrezygnował z funkcji gubernatora, by móc wziąć udział w wyborach do Senatu zaplanowanych na 23 lutego 2003. Uzyskał miejsce w Senacie, a następnie 12 marca 2003 objął stanowisko jego przewodniczącego. Zajmował je do czasu objęcia funkcji premiera.

### Premier
15 listopada 2007 został mianowany nowym szefem rządu. Zastąpił na stanowisku Shaukata Aziza, którego konstytucyjny termin sprawowania władzy upłynął wraz z zakończeniem prac parlamentu. 16 listopada 2007 Soomro został oficjalnie zaprzysiężony przez prezydenta generała Perveza Musharrafa. Funkcję premiera sprawował do 25 marca 2008, kiedy w następstwie wyborów parlamentarnych wyłoniono nowy rząd pod przewodnictwem Yousafa Razy Gilaniego. 25 marca 2008 ponownie objął mandat senatora oraz stanowisko przewodniczącego Senatu.

### P.o. prezydenta
Na skutek ustąpienia z urzędu prezydenta Muszarafa, w obliczu przygotowywanego przez opozycję procesu impeachmentu, 18 sierpnia 2008 Mian Soomro, jako przewodniczący Senatu, przejął obowiązki głowy państwa. Pełnił je do 9 września 2009, kiedy zaprzysiężony został nowy prezydent, Asif Ali Zardari. Stanowisko przewodniczącego Senatu zajmował do 12 marca 2009.